# فنریر

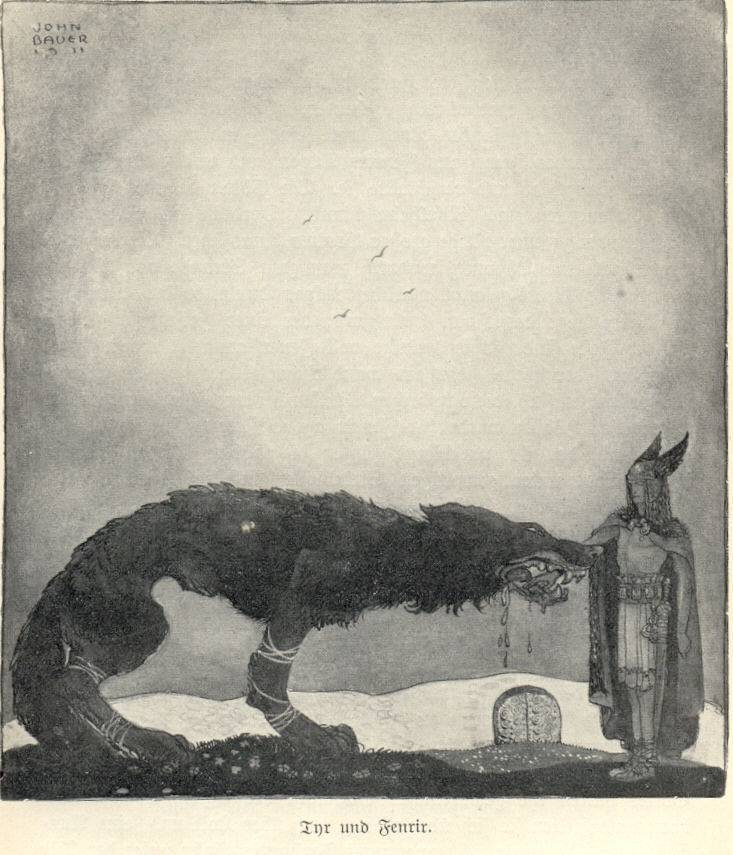
فنریر دست تیر را می‌خورد، اثر جان باور (۱۹۱۱)

فنریر (به انگلیسی: Fenrir) گرگی غول‌آسا در افسانه‌ها و اساطیر اسکاندیناوی است که در ادای منظوم، ادای منثور و هایمس‌کرینگلا از او به عنوان پدر دو گرگ دیگر، اسکول و هاتی هرود ویتنیسون، و فرزند لوکی و ماده غولی به نام انگربودا یاد شده است. در اساطیر نورس پیشگویی شده بود که در راگناروک، وی اودین را پس از نبردی طولانی خواهد کشت و خود توسط پسر اودین، ویدار کشته می‌شود.

## ادای منثور

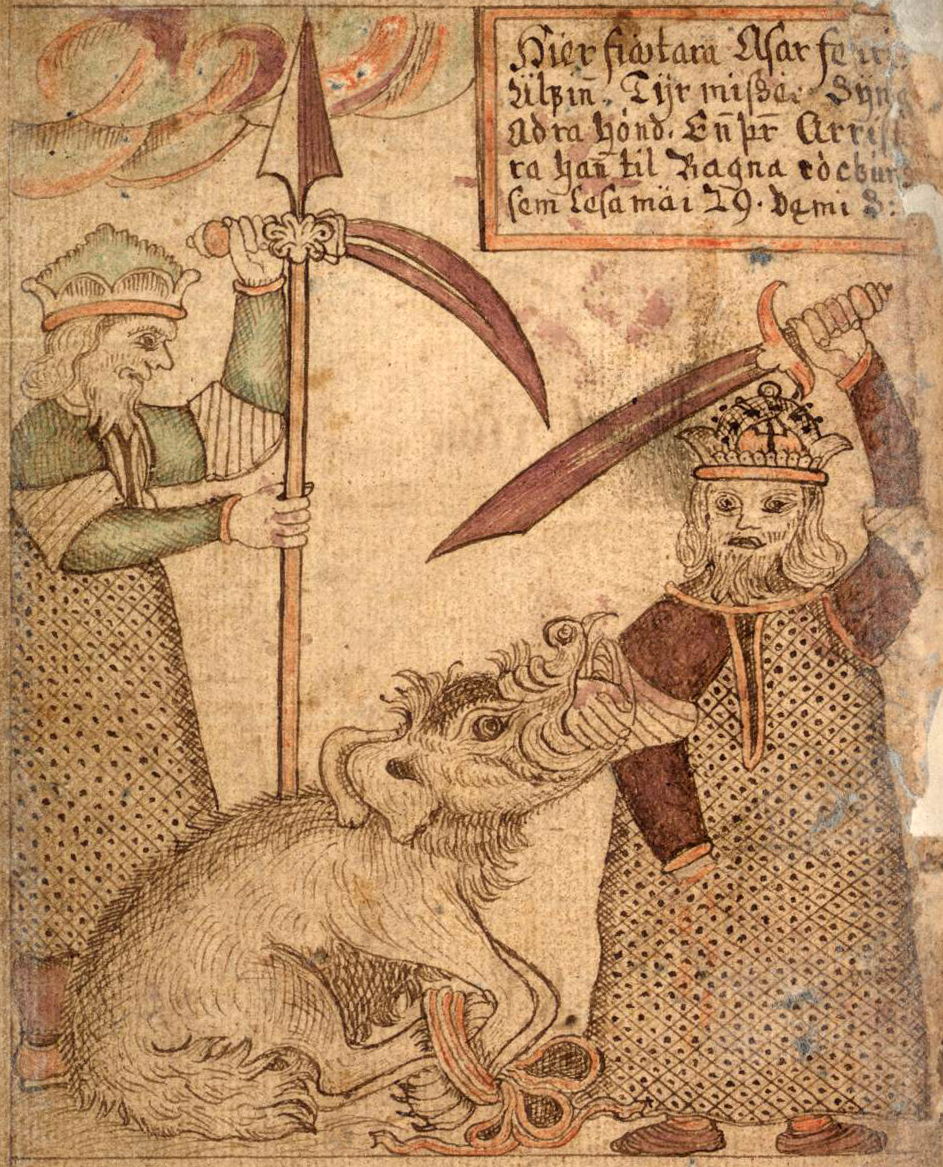
تصویری از گرگ فنریر که دست راست خدای تیر را گاز می‌گیرد، برگرفته از یک نسخه خطی ایسلندی قرن هجدهم.

در ادای منثور از فنریر در سه کتاب گیلفاگینینگ، اسکالدزکاپارمال و هتاتال یاد شده است و گفته شده که خدایان بخاطر قدرت آینده نگری خود و پیش‌بینی دردسرآفرینی فنریر او را به بند کشیدند که برای این کار تیر، دست خود را از دست می‌دهد. در افسانه‌ها آمده که فنریر، گرگ عظیم که باید به بند کشیده می‌شد هر طنابی را پاره می‌کرد تا آنکه اُدین با فرزانگی از دورف‌ها می‌خواهد برای به بند کشیدن گرگ زنجیری آسیب‌ناپذیر که دارای قدرت نامرئی و به ظاهر در حد ریسمانی ابریشمی و ظریف را در خود داشته باشد. دورف‌ها ریسمانی افسانه‌ای به نام گلیپنیر ساختند که اگرچه به ظاهر نازک و ابریشمی بود، ولی از شش عنصر جادویی ساخته شده بود که عبارتند از: صدای پای گربه، ریش زن، ریشه کوه، عاطفه خرس، نفس ماهی و بزاق پرنده. به همین دلیل امروزه نشانی از این عناصر بر روی زمین نیست. تیر به تمهیدی از فنریر می‌خواهد آن زنجیر را بیازماید و فنریر به شرطی به این کار تن می‌دهد که یکی از ایزدان دست خود را بین دندان‌های او قرار دهد و بالاخره تیر داوطلب بستن گرگ شد. وقتی تیر فنریر را با زنجیر دورف‌ها به بند می‌کشد گرگ با به کار گرفتن تمام نیروی خویش برای گستن بند آن را ناگستنی می‌یابد و اگرچه ایزدان خشنود می‌شوند، اما تیر در این راه دستش را از دست داد. بدین روایت فنریر در آسگارد و در دیدگاه ایزدان به بند کشیده شد و شاید بتوان او را همتای گارمر سگ به بند کشیدهٔ جهان زیرین که در راگناروک با تیر می‌جنگد دانست. اسطوره هدیه دادن دست تیر یکی از افسانه‌های آغازین سرزمین ژرمن‌ها و چیزی است که آثار آن در طلسم‌ها و سکه‌های طلای یک رو دورهٔ مهاجرت که دست باشنده‌ای رامیان دندان‌های یک حیوان نشان می‌دهد دیده می‌شود و با این همه تیواتس در عصر وایکینگ‌ها جای خود را به اودین داده است.